# Шафар Віталій Петрович
Віталій Петрович Шафар (* 27 лютого 1982, Луцьк) — український легкоатлет, який спеціалізується у марафоні.

## Біографія
Закінчив Луцьку середню школу № 11.

## Найбільші перемоги
- Чемпіон України з кросу на 10 км (2003, Кіровоград). Результат 31.53,0[2].
- Бронзовий призер Білоцерківського марафону 2011 року (2:15.20).
- На олімпійських іграх 2012 року зайняв 29 місце з результатом 2:16.36.
- 21 квітня 2014 року на Бостонському марафоні зайняв 4-е місце з рекордним для України часом  2:09.37.
- 13 вересня 2015 року на Мінському півмарафоні зайняв 1 місце з результатом 1:04.38[3].